# Pala di Sant'Agata
La Pala di Sant'Agata o Martirio di san'Agata tra le sante Lucia, Agnese e i santi Pietro e Paolo è un dipinto olio su tela di Francesco Prata da Caravaggio eseguito nel 1522 per la chiesa di Sant'Agata di Brescia.

## Storia
La pala fu commissionata all'artista originario di Caravaggio nel 1519, quando risulta che avesse ricevuto il primo pagamento di L. 175, che era completamente il costo dell'opera. Pagamenti proseguirono fino al 1522 quando l'opera fu posta sull'altare maggiore dedicato alla santa titolare. È forse ildipinto più importante dell'artista, quello che ha caratterizzato il suo passaggio dai lavori che aveva eseguito nel Duomo di Cremona, forse realizzati in una forma più arcaica come nella tela: Sposalizio di Maria Vergine datata 1518 e avvicinandosi maggiormente alla pittura del bresciano, Bonvicino Moretto, e del pittore Giovanni Gerolamo Savoldo. In quegli anni a Brescia Il Moretto aveva raggiunto una buona notorietà e molti erano gli artisti che volevano avvicinarsi alla sua arte, così come fece il Prata.
I registri parrocchiali Jura Sanctae Agathe riportano due pagamenti fatti dall'allora parroco Girolamo Cavalli di 5 lire e di successive altre 10, quale saldo dell'opera posta sull'altare maggiore.
Non sono molti i lavori che si conoscono dell'artista originario da Caravaggio, due sono conservate a Brescia, questa dedicata a santa Agata e Sposalizio di Maria Vergine nella chiesa di San Francesco del 1520.

## Descrizione e stile
L'opera, conservata come pala dell'altare maggiore dove fu posta nel 1522, è inserita in una cornice lignea con decori dorati. Il Prata nell'opera si ripropone in quelli che erano i suoi lavori giovanili come la tela Salomè con la testa del Battista, che l'artista aveva realizzato riproponendo il lavoro del Romanino con cui aveva avuto collaborazione negli anni giovanili.
La tela si divide in due parti. In quella superiore si vede la santa raffigurata centrale,posta sulla croce con le braccia aperte e legate al braccio ligneo minore. La martire è stata collocata sulla croce dove le è stato inflitto il martirio del taglio del seno. Indossa un'ampia veste verde dove vengono esposti i seni martoriati. Il verde rappresenta la costanza e la speranza. 

Nella parte inferiore, sotto la croce, vi sono quattro grandi santi della chiesa: san Pietro a san Paolo posti ai lati, entrambi con gli attributi che li identificano, la spada per san Paolo e un libro, e le chiavi e un libro aperto per san Pietro. Centrali sotto la croce, sono le sante Lucia, che regge su di un piatto gli occhi simbolo del suo martirio, e santa Agnese con la palma del martirio e l'agnello, simbolo con il quale viene identificata. L'artista ha vestito i santi di vesti colorate e coperti da mantelli con colori che vanno dal giallo al viola, fino al rosso. I mantelli creano movimento all'opera. Solo san Pietro pare avere lo sguardo fisso verso l'osservatore, mentre gli altri sembrano avere lo sguardo perso, angosciato perché testimone del martirio.
Alle spalle della scena vi è un paesaggio. Sul lato sinistro vi è raffigurata una città con un movimento di uomini e cavalieri. Il lato destro presenta un paesaggio montano, lussureggiante con un campo di grano maturo mentre la parte superiore della tela è coperta da un cielo carico di tempesta, un cielo in movimento, dove le nubi si incontrano e creano un vortice.